# Erich Mühsam
Erich Mühsam (6. dubna 1878, Berlín – 10. července 1934, Koncentrační tábor Oranienburg) byl německo-židovský anarchista, spisovatel a básník.

## Život
Narodil se 6. dubna 1878 v Berlíně. V roce 1900 se stal členem hnutí Neue Gemeinschaft (Nová společnost). V té době se seznámil s významným německým anarchistou Gustavem Landauerem. V dubnu 1911 založil anarchopacifistický časopis Kain. Po pokusu o povstání a vytvoření Bavorské republiky rad byl odsouzen na 15 let vězení. Byl propuštěn po amnestii politických vězňů v roce 1924 (touto amnestií byl propuštěn z vězení i Hitler). Od roku 1931 Mühsam veřejně žádal dělnickou třídu, aby se sjednotila v boji proti nacistům, za což po převzetí moci nacisty těžce zaplatil. Zatčen byl po požáru Reichstagu. Po odsouzení prošel několika koncentračními tábory, až nakonec skončil v Oranienburgu, kde se stal obětí nacistického sadismu. Dozorci ho oslepili (ještě v táboře Sonnenburg), ohlušili, a vytloukli mu zuby. Každé ráno ho nechali kopat si hrob a předstírali jeho popravu. Nutili ho čistit latríny bez nástrojů. 10. července 1934 ho dozorci ubili k smrti a jeho tělo pověsili na táborových latrínách, aby to vypadalo jako sebevražda.